# Dishonored 2
Dishonored 2 (рус. Обесче́щенный 2 от англ. dishonour [dɪsˈɒnə] — «бесчестие») — компьютерная игра в жанре стелс-экшен от первого лица, разработанная компанией Arkane Studios. Анонс игры состоялся 14 июня 2015 на выставке «E3 2015». Игра вышла 11 ноября 2016 года на платформах Microsoft Windows, PlayStation 4, Xbox One.
Действие игры происходит в вымышленной Островной империи, через 15 лет после событий первой части игры. Основные события происходят в городах Дануолл и Карнака. В ходе первой сцены в тронном зале, игрок получает возможность выбора в какой роли играть: потерявшей трон императрицы Эмили или защитника короны и её телохранителя — Корво. Каждый из этих персонажей имеет свой набор способностей, развиваемых по ходу игры. Игра состоит из набора эпизодов-миссий, каждую из которых можно проходить по-разному — от «стелс» до открытого конфликта.

## Геймплей
Как и Dishonored, игра-продолжение представляет собой стелс-экшен от первого лица. Если в самом начале игры под управлением игрока находится героиня Эмили Колдуин, по окончании пролога игрок может выбрать одного из двух игровых персонажей — Эмили или её защитника Корво; выбранный персонаж остаётся под управлением игрока до конца игры. Хотя сюжет игры и задания для обоих персонажей едины, у Эмили и Корво разные умения и способности, и стиль прохождения за них отличается: навыки Эмили больше подходят для стелса — она перемещается незаметно для врагов и может влиять на ситуацию издалека. Навыки Корво были перенесены из предыдущей игры и лучше подходят для ближнего боя. Магические способности опциональны — игрок может просто отказаться от сверхъестественного дара Чужого в начале игры и играть дальше без магии. Такой добровольно усложнённый режим игры называется «Плоть и сталь» и вознаграждается особым достижением.
Протагонист, будь то Эмили или Корво, действует в качестве скрытного лазутчика и убийцы, который пытается отомстить своим врагам. Каждый уровень игры представляет собой просторную локацию, которую можно свободно исследовать; на ней есть цель, которую нужно устранить, множество путей к ней и препятствий — врагов и ловушек. Каждое задание отличается от других деталями, которые могут усложнить или, наоборот, помочь в решении задач. Почти любую угрозу можно миновать, пройдя другим путём, например, по крышам или сквозь здание. Таким образом, игрок должен «разгадывать» каждую локацию, как головоломку, подбирая наилучший путь к цели.

## Сюжет

### Место действия
Хотя начало и финал Dishonored 2 разворачиваются в том же самом напоминающем викторианский Лондон городе Дануолл, где происходили события и предыдущей игры, основным местом действия игры становится южный город Карнака на острове Серконос. Это малая родина Корво, он родился именно в Карнаке. Этот город, известный в мире игры как «Жемчужина Юга», популярен среди туристов и известен экзотической едой и традиционными танцами. Близ Карнаки находится Ветровой коридор — продуваемое сильными ветрами ущелье; если для Дануолла основным источником энергии является китовая ворвань, Карнака черпает энергию от ветрогенераторов. В прошлом Карнака процветала, и отцы города, как предыдущий герцог Теоданис Абеле или обогатившийся на добыче серебряной руды промышленник Арамис Стилтон, были любимы народом; но при новом герцоге Луке Абеле, сыне Теоданиса, власти стали жестокими и коррумпированными. В Пыльном квартале — бывшем шахтёрском районе города — идёт война между группировкой Стенателей, которых возглавляет революционер Паоло, и религиозными Смотрителями, которые считают Паоло еретиком. Как и страдавший от крысиной чумы Дануолл в предыдущей игре, Карнака поражена эпидемией заразной болезни — здесь это лихорадка, которую разносят «трупные осы»; эти существа откладывают яйца в трупы и превращают их в свои гнёзда. Так же, как и крысиные стаи в Dishonored, рои трупных ос в Карнаке могут атаковать людей, что встали у них на пути, и игрок также может использовать их против стражников.

### Синопсис
События во второй части игры происходят 15 лет спустя после событий Dishonored. Островной империей правит молодая императрица Эмили Колдуин, которой помогает её отец — лорд-протектор Корво Аттано, протагонист прошлой части. Некий «Королевский Убийца» расправляется с критиками и врагами императрицы; в народе считают, что это Корво, хотя герои к этим убийствам непричастны. На очередном приёме при дворе появляются заговорщики — герцог Серконоса Лука Абеле и ведьма Далила Копперспун, которая утверждает, что она пропавшая сестра императрицы и имеет право на престол. Городская стража оказывается на стороне заговорщиков и возводит Далилу на трон. Один из двух героев по выбору игрока — Эмили или Корво — оказывается превращённым в статую, а другой — живым, но в заключении; в дальнейшем протагонистом становится именно этот спасшийся персонаж.
Герой с помощью капитана Меган Фостер отправляется по морю на южный остров Серконос, в город Карнаку. Ночью после отплытия герой просыпается в Бездне и встречает Чужого, который предлагает свою сверхъестественную помощь. Если герой соглашается, он получает магические силы и Сердце, артефакт, содержащий часть души Джессамины — матери Эмили и возлюбленной Корво (если отказаться от метки, а соответственно и от магии, то протагонист получит лишь Сердце). В Карнаке герой узнаёт, что Королевский Убийца похитил изобретателя Соколова. Протагонист расправляется с Убийцей — страдающей раздвоением личности женщиной-алхимиком Александрией Гипатией. Узнав, где находится Соколов, он посещает Механический особняк — полное головоломок поместье другого изобретателя Кирина Джиндоша. Ему удаётся устранить Джиндоша и спасти Соколова.
Соколов рассказывает о ведьме Брианне Эшворт, бывшей союзнице Далилы, которая три года провела в особняке Стилтона некий ритуал и вернула Далилу из Бездны, где та была заключена со времён первой игры. Чтобы попасть в особняк, протагонисту предстоит преодолеть Пыльный квартал, где разгорается конфликт между Смотрителями и Стенателями. Игрок может по своему желанию помочь одной из организаций или просто украсть информацию у обеих сторон. Внутри особняка Стилтона протагонист обнаруживает обезумевшего хозяина, и получает помощь от Чужого, который дарует Временной компас. С помощью компаса главный герой видит прошлые события и узнаёт, как именно Далила получила своё бессмертие — душа ведьмы хранится в костяной статуе, который хранит у себя герцог Абеле (если в прошлом протагонист оглушит Стилтона, то тот не будет обезумевшим, а к Меган Фостер вернётся её рука и глаз). Герой пробирается во дворец, избавляется от герцога и перемещает душу ведьмы в Сердце — для этого приходится пожертвовать душой Джессамины.
В конечном счёте герой возвращается в Дануолл, где бросает вызов самой Далиле. Далила обладает способностью претворять нарисованное на своих картинах в реальность; ведьма планирует с помощью ритуала превратить всю Островную империю в идеальный, по её мнению, мир. Протагонист может просто убить Далилу, либо сорвать её ритуал трансформации мира и заключить ведьму в её собственной картине. В зависимости от уровня хаоса в игре концовки будут значительно отличаться. При низком уровне хаоса протагонист освобождает родственника, которого Далила заключила в статую; Эмили долгие годы правит процветающей империей. Карнака переходит под управление нового герцога — либо двойника Луки Абеле, либо лидера группировки из Пыльного квартала, либо самого Корво. Изобретения Соколова идут на благо жителям Империи. При высоком уровне хаоса протагонист может и не освобождать заключенного в статую родственника — если игрок играл за Корво, тот сам узурпирует трон, в свою очередь Эмили также может не освобождать отца, и тот навсегда останется статуей. Эмили или Корво жестоко расправляются с участниками заговора; Соколова заставляют создавать новые военные машины. Дальнейшая судьба Империи становится туманной.

## Разработка
Dishonored 2 была разработана Arkane Studios и издана Bethesda Softworks. Если разработкой предыдущей игры совместно руководили Харви Смит и основатель Arkane Рафаэль Колантонио, и над Dishonored вместе работали оба подразделения Arkane — американское в Остине и французское в Лионе, Dishonored 2 разрабатывалась уже только силами лионской студии под руководством одного Смита; Колантонио и студия в Остине занимались другим, параллельным проектом — Prey. Обе студии, впрочем, продолжали тесно сотрудничать, общались и даже пересылали друг другу тестовые сборки обеих игр. В то время как Dishonored работала на игровом движке Unreal Engine 3, для Dishonored 2 Arkane разработала новый движок под названием Void. Void был основан на id Tech 5 от id Software, но студия переписала большую часть этого движка под свои нужды, исключила элементы, которые ей были не нужны, — например, «мини-открытый мир» — и заменила на свои собственные разработки часть движка, связанную с ИИ противников. По словам арт-директора игры Себастьена Миттона, от первоначального кода id Tech осталось не более 20%. Разработчики также заметно улучшили составляющие, отвечающие за графику — игру отличают усовершенствованные освещение и тени, улучшенная постобработка уже сформированного движком изображения, а также использование графических приёмов наподобие подповерхностного рассеяния.

### Анонс
Официальный анонс Dishonored 2 состоялся на конференции Bethesda Softworks в рамках выставки «Electronic Entertainment Expo 2015». На ней стало известно, что игра выйдет на персональных компьютерах, PlayStation 4 и Xbox One 11 ноября 2016 года и будет базироваться на движке нового поколения Void Engine (на основе id Tech 5). По словам Харви Смита, креативного директора Arkane Studios, действие игры развернётся в недалёком будущем, когда Островная Империя вновь станет перед лицом опасности, так как «таинственный узурпатор пытается захватить трон». События будут происходить в городе Карнака, родине главного героя Dishonored Корво Аттано, который расположен на острове Серконос к югу от Дануолла. В Dishonored 2 у игрока появится возможность выбора главного героя: Корво или Эмили Колдуин, дочери императрицы Джессамины из первой части.

## Критика
| Сводный рейтинг       | Сводный рейтинг                           |
| Агрегатор             | Оценка                                    |
| --------------------- | ----------------------------------------- |
| GameRankings          | (PC) 84,24 % (PS4) 86,94 % (XONE) 88,94 % |
| Metacritic            | (PS4) 88/100 (PC) 86/100 (XONE) 88/100    |
| Иноязычные издания    |                                           |
| Издание               | Оценка                                    |
| Destructoid           | 7,5/10                                    |
| EGM                   | 7/10                                      |
| Game Informer         | 9,25/10                                   |
| GameRevolution        | [ 23 ]                                    |
| GameSpot              | 8/10                                      |
| GamesRadar+           | [ 25 ]                                    |
| IGN                   | 9,3/10                                    |
| PC Gamer (US)         | 93/100                                    |
| Polygon               | 8,5/10                                    |
| VideoGamer            | 10/10                                     |
| Русскоязычные издания |                                           |
| Издание               | Оценка                                    |
| 3DNews                | 9/10                                      |
| PlayGround.ru         | 8,7/10                                    |
| Riot Pixels           | 75 %                                      |
| «Игромания»           | 9/10                                      |
| «Игры Mail.ru»        | 9,5/10                                    |
| «Канобу»              | 8/10                                      |
| «НИМ»                 | 9,1/10                                    |
| Gameguru.ru           | 9/10                                      |
| Gmbox                 | 8,5/10                                    |
| Stopgame.ru           | Изумительно                               |
| IGN Russia            | 8,6/10                                    |

По данным агрегатора рецензий Metacritic, игра получила «преимущественно положительные» отзывы обозревателей.
| Dishonored 2 — изобретательная, богатая на сюрпризы, красивая и очень продуманная игра. Столь продуманные и многогранные игры — настоящая редкость. — игровой журнал «Игромания» |

В номинации «Боевик года» журнала «Игромания» игра заняла третье место.

### Награды
| Награда                                       | Категория | Результат | Примечания    |
| --------------------------------------------- | --- | --------- | ------------- |
| The Game Awards 2016                          | Лучшая игра в жанре Action/Adventure                                                                                | Победа    | [ 41 ]        |
| Visual Effects Society Awards                 | Выдающиеся визуальные эффекты в проекте в реальном времени (уровень «Трещина в мироздании»)                         | Номинация | [ 42 ]        |
| Visual Effects Society Awards                 | Выдающееся рукотворное окружение в эпизоде, рекламе или проекте в реальном времени (уровень «Механический особняк») | Номинация | [ 42 ]        |
| Game Developers Choice Awards                 | Лучший дизайн | Номинация | [ 43 ] [ 44 ] |
| Game Developers Choice Awards                 | Игра года | Номинация | [ 43 ] [ 44 ] |
| Премия NAVGTR                                 | Анимация, художественная                                                                                            | Номинация | [ 45 ]        |
| Премия NAVGTR                                 | Анимация, техническая                                                                                               | Номинация | [ 45 ]        |
| Премия NAVGTR                                 | Арт-дирекшн, исторический                                                                                           | Номинация | [ 45 ]        |
| Премия NAVGTR                                 | Операторская работа на игровом движке                                                                               | Номинация | [ 45 ]        |
| Премия NAVGTR                                 | Дизайн персонажей                                                                                                   | Номинация | [ 45 ]        |
| Премия NAVGTR                                 | Дизайн управления, 3D                                                                                               | Номинация | [ 45 ]        |
| Премия NAVGTR                                 | Точность управления                                                                                                 | Номинация | [ 45 ]        |
| Премия NAVGTR                                 | Дизайн костюмов | Победа    | [ 45 ]        |
| Премия NAVGTR                                 | Режиссура в игровых роликах                                                                                         | Номинация | [ 45 ]        |
| Премия NAVGTR                                 | Геймдизайн, часть франшизы                                                                                          | Номинация | [ 45 ]        |
| Премия NAVGTR                                 | Инженерный дизайн игры                                                                                              | Номинация | [ 45 ]        |
| Премия NAVGTR                                 | Освещение/текстурирование                                                                                           | Номинация | [ 45 ]        |
| Премия NAVGTR                                 | Оригинальная драматическая музыка, часть франшизы                                                                   | Номинация | [ 45 ]        |
| Премия NAVGTR                                 | Песня, оригинальная или адаптированная                                                                              | Номинация | [ 45 ]        |
| Премия NAVGTR                                 | Собрание песен | Номинация | [ 45 ]        |
| Премия NAVGTR                                 | Звуковой монтаж в игровых роликах                                                                                   | Номинация | [ 45 ]        |
| Премия NAVGTR                                 | Звуковые эффекты | Номинация | [ 45 ]        |
| Премия NAVGTR                                 | Использование звука, часть франшизы                                                                                 | Номинация | [ 45 ]        |
| Премия NAVGTR                                 | Игра, часть франшизы — экшн                                                                                         | Номинация | [ 45 ]        |
| Премия Британской Академии в области видеоигр | Художественное достижение                                                                                           | Номинация | [ 46 ]        |
| Премия Британской Академии в области видеоигр | Геймдизайн | Номинация | [ 46 ]        |
| Премия Британской Академии в области видеоигр | Повествование | Номинация | [ 46 ]        |
| Golden Joystick Awards                        | Лучший визуальный дизайн                                                                                            | Номинация | [ 47 ] [ 48 ] |
| Golden Joystick Awards                        | Главная игра года                                                                                                   | Номинация | [ 47 ] [ 48 ] |

### Продажи
Летом 2018 года, благодаря уязвимости в защите Steam Web API, стало известно, что точное количество пользователей сервиса Steam, которые играли в игру хотя бы один раз, составляет 1 127 089 человек.